# Faber Jakab
Faber Jakab (Stájerország, 1633. július 25. – Kassa, 1673. június 12.) jezsuita rendi szerzetes, áldozópap és tanár.

## Életútja
1651-ben lépett a rendbe. Előbb misszionárius volt, majd Nagyszombatban és Kassán az ékesszólást és költészettant tanította.

## Munkája
- Herculis Christiani seu S. Francisci Xaverii S. J. Indiarum Apostoli ac Thaumaturgi labores duodecim. Tyrnaviae, 1664 (névtelenül, Pethő Istvánnak is tulajdonítják)